# Ignacio Bayón Mariné
Ignacio Bayón Mariné (castellà: Ignacio Bayón)  (Madrid, 14 de febrer de 1944 - La Rioja, 4 de maig de 2024) va ser un empresari i polític espanyol.

## Biografia
Doctor en Dret per la Universitat Complutense de Madrid en 1965 i Lletrat del Consell d'Estat en 1966 i de les Corts Espanyoles en 1967. Després fou professor de dret financer i tributari a la Universitat Complutense de Madrid.
Començà a ocupar alts càrrecs de l'administració l'u de gener de 1974, quan fou nomenat secretari general tècnic del Ministeri d'Obres Públiques i el desembre de 1975 subsecretari amb Francisco Lozano Vicente. El juliol de 1977 fou nomenat subsecretari de Transports i Comunicacions sota les ordres de José Lladó Fernández-Urrutia. Després fou membre dels consells d'administració de l'Institut Nacional d'Indústria (INI) i de l'Institut de Crèdit Oficial fins que el març de 1978 va ser nomenat president de RENFE, càrrec que va deixar en 1980 quan fou nomenat ministre d'Indústria i Energia per Adolfo Suárez. Es va mantenir en el càrrec fins a les eleccions generals espanyoles de 1982, que provocaren l'ensulsiada de la UCD i l'arribada al poder del PSOE.
Després del seu pas per la política, ha estat president de l'editorial Espasa-Calpe (1983-1992), de Citroën-Hispania (1992), FCC Inmobiliaria (1993) i president del grup Omsa (1996). El 1997 fou nomenat director extern de Repsol YPF S.A. Des de 1997 és president de Realia Bussines, S.A.
En març de 2013 fou imputat amb cinc empresaris més per la jutgessa Mercedes Alaya Rodríguez en relació al cas Mercasevilla, qui el cridà a declarar pel concurs suposadament fraudulent per a la venda dels terrenys de Mercasevilla. Bayón va declarar que no va participar en el projecte perquè ho va fer el departament de Promoció.